# Marc-Olivier Dupin
 (décembre 2020).
Pour les articles homonymes, voir Dupin.
Marc-Olivier Dupin, né le 30 août 1954 à Paris, est un compositeur et administrateur français.

## Biographie
De 1977 à 1983 il est professeur d'écriture au Conservatoire du 6e arrondissement, à Paris. De 1983 à 1984, il est chef assistant à l'Orchestre des Pays de Loire. Puis il enchaine avec plusieurs postes de directeur d'établissement d'enseignement musical: en 1985, ENM de Villeurbanne, en 1987, ENM de Créteil, en 1990, CNR d'Aubervilliers-La Courneuve et enfin, de 1993 à 2000, il dirige le CNSMDP (et est également le secrétaire général de l'Association européenne des conservatoires). Puis il est pendant deux ans conseiller de Jack Lang alors ministre de la Culture, au sein de la Mission de l’Éducation artistique et de l'Action culturelle. À la suite de cela il est nommé directeur général de l'Orchestre national d'Île-de-France (de 2002 à 2008). Il est ensuite nommé directeur de France Musique en 2008 et directeur de la musique de Radio France en 2009, mais il quitte ses fonctions en février 2011. Il est depuis janvier 2013 président de l'ITEMM.
En tant que compositeur, il est titulaire du prix Jeune Talent de la SACD (1994) et du prix de la critique de théâtre 1997 pour ses musiques de scène. Il a reçu le prix Charles Cros en 2012 pour "la première fois que je suis née" catégorie jeune public.
Il est édité chez Tsipka Dripka (sa propre maison d'édition) et Alphonse Leduc.

## Compositions
Marc-Olivier Dupin a beaucoup composé dans plusieurs genres. Outre ses très nombreuses compositions pédagogiques et ses arrangements et orchestrations de pièces classiques, il faut souligner ses nombreuses musiques pour la scène (opéras, ballets, musiques de scène pour le théâtre, dont Le Malade imaginaire (2001) et divers spectacles, particulièrement pour Brigitte Jaques), pour le cinéma muet et pour l'image, notamment en collaboration avec le réalisateur Jérôme Prieur, pour lequel il a composé de nombreuses musiques originales de documentaire, parmi lesquelles : "Dieppe 19 août 1942", "Le Mur de l'Atlantique", "Hélène Berr. Une Jeune Fille dans Paris occupé" et "1936 les jeux d'Hitler".
Certaines de ses musiques originales ont été éditées sur le label Cézame.

## Discographie
La plupart des Bandes Originales de musique pour documentaire composées par Marc-Olivier Dupin sont éditées chez Cézame Original Scores, parmi lesquelles on peut noter :
- 2012 : "Dieppe 19 août 1942" (CEO2004)
- 2012 : "Le Mur de l'Atlantique" (CEO2008)
- 2013 : "Hélène Berr. Une Jeune Fille dans Paris occupé" (CEO2018)
- 2015 : "Shoah, les Oubliés de l'Histoire" (CEO2023)
- 2018 : "La Nuit est à Elles" (CEO2083)
- 2019 : "Les Écrivains, le Silence et les Chats" (CEO2088)

## Filmographie
- 2021 : Darlan, le troisième homme de Vichy

## Livres
- Écoutez, c’est très simple : pour une éducation musicale, Paris, Tsipka Dripka, 2007, 157 p.
- Petits secrets de musiciens : pour réussir examens et concours, Paris, Tsipka Dripka, 2009, 206 p.
- Entretien avec Marc-Olivier Dupin, in Remy Campos, Le Conservatoire de Paris et son histoire : une institution en questions, Paris, L'Œil d'or, 2016,  (ISBN 9782913661790)

## Distinctions
- Prix du syndicat de la critique 1997 : meilleur compositeur de musique de scène pour Angels in America

### Décoration
- Officier de l'ordre des Arts et des Lettres (2025)[4]